# Limeryk
Limeryk (ang. limerick, od miasta Limerick w Irlandii) – miniaturka liryczna; nonsensowny, groteskowy wierszyk o skodyfikowanej budowie:
- pięć wersów o ustalonej liczbie sylab akcentowanych (w klasycznym limeryku wersy I, II i V liczą po trzy zestroje, a wersy III i IV – po dwa[1]),
- układ rymów aabba,
- główne metrum: anapest lub amfibrach,
- nazwa w klauzuli pierwszego wersu (podstawa rymu a).

Utwór ten, który pod względem treści jest rymowaną anegdotą, ma też zwykle stały układ narracji:
- wprowadzenie bohatera i miejsca, w którym dzieje się akcja, w pierwszym wersie,
- zawiązanie akcji w wersie drugim (często wprowadzony jest tu drugi bohater),
- krótsze wersy trzeci i czwarty to kulminacja wątku dramatycznego,
- zaskakujące, najlepiej absurdalne rozwiązanie w wersie ostatnim[2].

Limeryk, którego historyczne proweniencje sięgają prawdopodobnie XVIII-wiecznej Irlandii, wprowadził do świata literatury Edward Lear w ostatniej dekadzie XIX w. Gatunek ten szybko stał się popularny w męskich klubach wiktoriańskiej Anglii, gdzie powodzeniem cieszyły się limeryki sprośne, pornograficzne czy bluźniercze. W Polsce gatunek ten wykorzystywali m.in. Julian Tuwim, Maciej Słomczyński, Wisława Szymborska, Stanisław Barańczak, Janusz Minkiewicz, Antoni Marianowicz, Mariusz Parlicki, Krzysztof Daukszewicz, Bronisław Maj, Michał Rusinek, Piotr Michałowski, Jacek Kaczmarski.